# Кајмак и катран
Кајмак и катран је трећи соло албум српског репера Ајс Нигрутина. Албум је издат 2008. године. На албуму се налази једанаест песама.

## Песме
На албуму се налазе следеће песме:
1. Уводни катран
2. Папучар Г
3. Јагодице Сондице
4. Зулуф (са Брошчем)
5. Осушени прокељ
6. Прелаз Пола леба и салама
7. Пуфтам из миштоља
8. Краве (са Круксеном)
9. Летњи жур (са Тимбетом)
10. Испорука мазута
11. Sexy медени (са Блајнд Бизнисима и Скај Виклером)